# 聖佩德羅 (聖保羅州)
22°32′55″S 47°54′50″W / 22.54861°S 47.91389°W

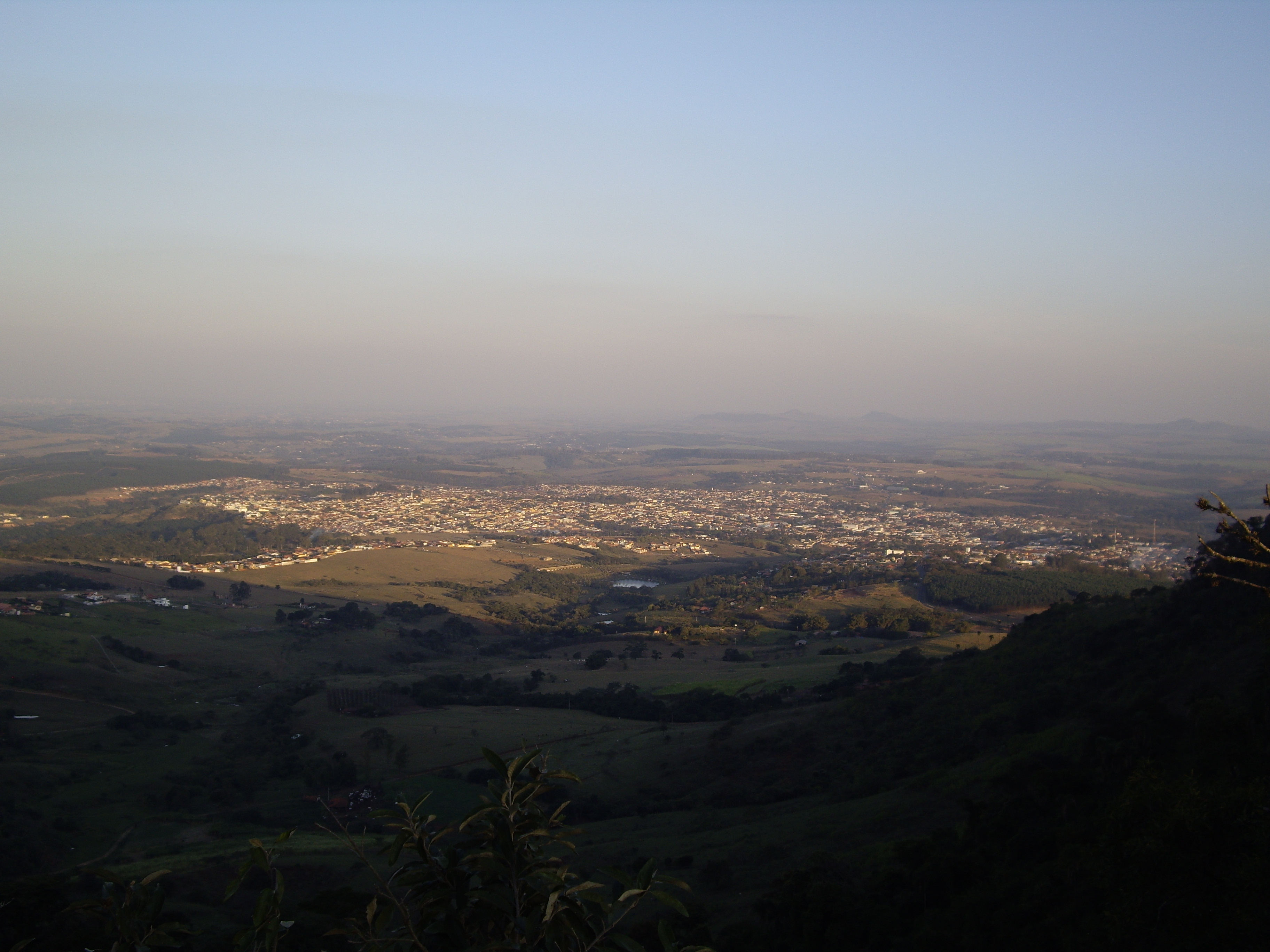
聖佩德羅

聖佩德羅（葡萄牙語：São Pedro）是巴西的城鎮，位於該國南部，由聖保羅州負責管轄，始建於1881年，面積609平方公里，海拔高度550米，2014年人口33,966，人口密度每平方公里51.98人。